# Hemileius humeralis
Hemileius humeralis är en kvalsterart som beskrevs av Pérez-Íñigo jr. 1991. Hemileius humeralis ingår i släktet Hemileius och familjen Hemileiidae. Inga underarter finns listade i Catalogue of Life.